# PGAM5
PGAM5 (англ. PGAM family member 5, mitochondrial serine/threonine protein phosphatase) – білок, який кодується однойменним геном, розташованим у людей на 12-й хромосомі. Довжина поліпептидного ланцюга білка становить 289 амінокислот, а молекулярна маса — 32 004.
| 10         |  | 20         |  | 30         |  | 40         |  | 50         |
| ---------- |  | ---------- |  | ---------- |  | ---------- |  | ---------- |
| MAFRQALQLA |  | ACGLAGGSAA |  | VLFSAVAVGK |  | PRAGGDAEPR |  | PAEPPAWAGG |
| ARPGPGVWDP |  | NWDRREPLSL |  | INVRKRNVES |  | GEEELASKLD |  | HYKAKATRHI |
| FLIRHSQYHV |  | DGSLEKDRTL |  | TPLGREQAEL |  | TGLRLASLGL |  | KFNKIVHSSM |
| TRAIETTDII |  | SRHLPGVCKV |  | STDLLREGAP |  | IEPDPPVSHW |  | KPEAVQYYED |
| GARIEAAFRN |  | YIHRADARQE |  | EDSYEIFICH |  | ANVIRYIVCR |  | ALQFPPEGWL |
| RLSLNNGSIT |  | HLVIRPNGRV |  | ALRTLGDTGF |  | MPPDKITRS  |  |            |

A: Аланін

C: Цистеїн

D: Аспарагінова кислота

E: Глутамінова кислота

F: Фенілаланін

G: Гліцин

H: Гістидин

I: Ізолейцин

K: Лізин

L: Лейцин

M: Метіонін

N: Аспарагін

P: Пролін

Q: Глутамін

R: Аргінін

S: Серин

T: Треонін

V: Валін

W: Триптофан

Кодований геном білок за функціями належить до гідролаз, фосфопротеїнів. 
Задіяний у таких біологічних процесах, як ацетилювання, альтернативний сплайсинг. 
Локалізований у мембрані, мітохондрії, зовнішній мембрані мітохондрій.